# Komyszuwacha (obwód zaporoski)
Komyszuwacha (ukr. Комишуваха) – osiedle typu miejskiego na Ukrainie, w obwodzie zaporoskim, w rejonie zaporoskim.
Miejscowość położona nad rzeką Konka.

## Historia
Status osiedla typu miejskiego posiada od 1957.
W 1989 osiedle liczyło 6530 mieszkańców, a w 2013 – 5374 mieszkańców.
Nad ranem 16 kwietnia 2023 w rosyjskim ataku rakietowym została zniszczona m.in. cerkiew pochodząca z 1906 roku.